# ناحیه شعوب
ناحیهٔ شعوب (به عربی: مدیریة شعوب) یک ناحیه در یمن است که در صنعا واقع شده‌است. ناحیهٔ شعوب ۲۱۳٬۹۳۹ نفر جمعیت دارد.